# جوهانس أتلاسون
جوهانس أتلاسون هو لاعب كرة قدم ومدرب كرة قدم آيسلندي في مركز الدفاع، ولد في 7 سبتمبر 1944 في آيسلندا. شارك مع منتخب آيسلندا لكرة القدم. أما مع النوادي، فقد لعب مع نادي فرام ‏.